# Johan Liiva
Johan Patrik Mattias Liiva (Helsingborg, 18 novembre 1970) è un cantante svedese.
È conosciuto come il cofondatore nonché primo cantante del gruppo melodic death metal Arch Enemy, ma anche per essere stato membro di gruppi come Carnage, Furbowl, e NonExist. Attualmente è il cantante della band death metal Hearse e conduce un personale progetto musicale chiamato K.D.F. (Karpathia During Fall).

## Biografia
Johan Patrik Mattias Liiva nacque il 18 novembre 1970 a Helsingborg, in Svezia. Alla nascita, prese il cognome di sua madre (allora diciannovenne) poiché i suoi genitori a quel tempo non erano ancora sposati. Passò l'infanzia soprattutto con la madre, all'età di 13 anni ebbe un fratello, Henrik, e i loro genitori si sposarono, perciò Johan (essendo minorenne) dovette prendere il cognome del padre, ossia Axelsson. Col passare degli anni i genitori di Johan ruppero il loro rapporto ma proprio in quel periodo nacque un terzo figlio, Niclas; nonostante la storia familiare tormentata, Johan ha mantenuto un buon rapporto con entrambi i suoi fratelli. Appena raggiunse la maggior età (che in Svezia è a 18 anni), Johan decise di cambiare nuovamente il proprio cognome in Liiva perché era più abituato a esso ma anche in onore del proprio nonno materno che considera un eroe e vede come un padre ancor più del suo padre biologico.
Johan è da sempre una persona socievole ma anche molto creativa, tant'è che da bambino amava passare tempo a disegnare, scrivere storie e creare cose. Anche la sua passione per la musica estrema, che l'ha portato a diventare membro di molte band, risale alla sua gioventù; iniziò ascoltando i primi album del gruppo hardcore punk Dead Kennedys e della celeberrima band heavy metal Black Sabbath (gruppi che ama tuttora) e decise di voler fare musica simile a quella nella sua vita.
Tra le proprie fonti di ispirazione, cita inoltre: The Beatles, Carcass, Metallica, Kim Wilde, The Sisters of Mercy, Ministry, Nirvana, Depeche Mode, Paradise Lost, Celtic Frost, la storia della musica in generale, la mistica orientale, il folclore russo, i film e le città decadenti e i libri di Dean Koontz.

## Discografia

### Con i Furbowl
- 1992 – Those Shredded Dreams
- 1994 – The Autumn Years

### Con gli Arch Enemy
- 1996 – Black Earth
- 1998 – Stigmata
- 1999 – Burning Bridges
- 1999 – Burning Japan Live 1999 (live)
- 2001 – Wages of Sin

### Con i NonExist
- 2002 – Deus Deceptor

### Con gli Hearse
- 2003 – Dominion Reptilian
- 2004 – Armageddon, Mon Amour
- 2005 – The Last Ordeal
- 2006 – In These Veins